# Areno Inoue
Areno Inoue (japanisch 井上 荒野; * 4. Februar 1961 in Tōkyō) ist eine japanische Schriftstellerin und Drehbuchautorin. Sie ist die Tochter des Schriftstellers Mitsuharu Inoue.

## Leben
Inoue wurde 1961 in Tōkyō geboren. Sie absolvierte ein Studium der englischen und amerikanischen Literatur an der Seikei-Universität. Nach ihrem Abschluss arbeitete sie drei Jahre lang in der Redaktion der Modern Literature Encyclopedia beim Verlag Shōgakukan. Anschließend begann sie eine Karriere als freie Autorin.
Nachdem sie mit Watashi no Nureefu (わたしのヌレエフ, Mein Nurejew) 1989 den Femina-Preis gewann, hatte sie über eine zwölfjährige Phase Schwierigkeiten, neue Werke zu veröffentlichen. Ein Wendepunkt war ein Essays über ihren Vater, der ihr half, eine neue Perspektive auf das Schreiben zu gewinnen. Inoue betont die Wichtigkeit des kontinuierlichen Schreibens und Lesens, um sich als Schriftstellerin weiterzuentwickeln.
Areno Inoue behandelt in ihren Werken häufig weibliche Lebensrealitäten jenseits gesellschaftlicher Konventionen. In einem Interview zum Roman Teruko to Rui (照子と瑠衣, Teruko und Rui, 2023) erklärt sie, dass sie bewusst ältere Frauen als aktive und handlungsfähige Protagonistinnen darstellt, um gängigen Altersbildern entgegenzuwirken. Das Werk steht unter dem Eindruck des Films Thelma & Louise und handelt von der Freiheit und Selbstbestimmung zweier siebzigjähriger Frauen. Inoue beschreibt ihre Literatur als Teil eines von ihr so bezeichneten Genres Yaritai hōdai rōjo mono (やりたい放題老女もの, Seniorinnen, die tun, was sie wollen), zu dem auch Werke wie Kyabetsu itame ni sasagu (キャベツ炒めに捧ぐ, Eine Widmung an den gebratenen Kohl, 2014) und Shizuko no nichijō (静子の日常, Shizukos Alltag, 2012) gehören. Ihr Anliegen sei es, Frauen bis ins hohe Alter als liebenswerte, komplexe und eigenwillige Figuren zu zeigen, die das Recht auf ein erfülltes Leben und sogar auf Abenteuer und Rebellion haben.
In Frankreich Italien fand vor allem ihr Roman Ristorante Amore (リストランテ アモーレ) positive Aufnahme. Die Geschichte erzählt vom Leben dreier Frauen – Kōko, Matsuko und Ikuko –, die gemeinsam einen kleinen Essensstand in einem Seitenwinkel von Shibuya, Tōkyō, betreiben. In der Zubereitung traditioneller Gerichte finden sie Trost und Heilung für seelische Wunden. Inoue verbindet gekonnt kulinarische Motive mit Themen wie Erinnerung, Schmerz und zwischenmenschlicher Nähe.
In ihrem neuesten Roman Shizukana parēdo (しずかなパレード; Die stille Parade) schildert Inoue die Auswirkungen des plötzlichen Verschwindens einer jungen Frau auf ihr familiäres und soziales Umfeld. Die Protagonistin, die aus Tōkyō stammt, verlässt nach fünf Jahren Ehe ihren Mann und ihre kleine Tochter in Sasebo, um mit einem anderen Mann zu leben. Aus unterschiedlichen Perspektiven beschreibt die Autorin die emotionale Verarbeitung von Verlust, Einsamkeit und allmählicher Heilung über einen Zeitraum von zwölf Jahren hinweg.

## Werke (Auswahl)

### Romane
- Watashi no Nureefu (わたしのヌレエフ, Mein Nurejew), 1989
- Jun’ichi (潤一, Jun’ichi), 2003
- Kirepa e (切羽へ, Nach Kiriha), 2008
- Soko e ikuna (そこへ行くな, Geh nicht dorthin), 2011
- Shizuko no nichijō (静子の日常, Shizukos Alltag) 2012
- Kyabetsu itame ni sasagu (キャベツ炒めに捧ぐ, Eine Widmung an den gebratenen Kohl), 2014
- Aka e (赤へ, Dem Rot entgegen), 2016
- Ristorante Amore (リストランテ アモーレ), 2016
  - franz. L'ode au chou sauté, 2021, ISBN 978-2809715422
  - ital. Le tre signore del chiosco di Tokyo, 2024, ISBN 978-8811008057
- Sono hanashi wa kyō wa yamete okimashō (その話は今日はやめておきましょう, Lass uns heute nicht darüber sprechen), 2018
- Teruko to Rui (照子と瑠衣, Teruko und Rui), 2023
- Shizukana parēdo (しずかなパレード; Die stille Parade), 2025[6]

### Kinderbücher
- Mizutama no chiwawa (水玉のチワワ, Ein Chihuahua mit Tupfen), 1997, mit Illustrationen von Kiyo Tanaka
  - franz. Le chihuahua à pois, 2007, ISBN 9782877309745

### Drehbücher
- Come Rain, Come Shine (사랑한다, 사랑하지 않는다, Ich liebe dich, ich liebe dich nicht), 2011 – basierend auf ihrer Kurzgeschichte
- Before the Vigil (つやのよる・ある愛に関わった、女たちの物語, Die Nacht der Glanzzeit: Eine Geschichte von Frauen, die in Liebe verwickelt waren), 2013 – basierend auf ihrem Roman
- Somebody's Xylophone (だれかの木琴, Jemandes Xylophon), 2016 – basierend auf ihrem Roman
- Marriage (結婚, Heirat), 2017 – basierend auf ihrem Roman
- Sore wo ai to machigaeru kara (それを愛とまちがえるから, Weil ich es mit Liebe verwechsle), 2019 – basierend auf ihrem Roman

## Auszeichnungen
- 1989: Femina-Preis für Watashi no Nureefu
- 2004: Shimase-Preis für Liebesgeschichten für Jun’ichi
- 2008: Naoki-Preis für Kiriha e
- 2011: Chūōkōron-Literaturpreis für Soko e ikuna
- 2016: Shibata-Renzaburō-Preis für Aka e
- 2018: Oda-Sakunosuke-Preis für Sono hanashi wa kyō wa yamete okimashō

Quelle: World of Literary Prizes